# آندری دی‌تاث
آندری دی‌تاث با نام اصلی اِندره تُت (انگلیسی: André de Toth و مجاری: Tóth Endre، ۱۵ مهٔ ۱۹۱۳ – ۲۷ اکتبر ۲۰۰۲) کارگردان مجاری آمریکایی بود. وی کارگردان فیلم‌هایی همچون تانگانیکا، گذرنامه برای سوئز، هیچ‌کس نخواهد گریخت و مغول‌ها بوده است.

## ازدواج
دی تاث در طول هفت ازدواج خود، پدر و ناپدری ۱۹ فرزند شد، از جمله سردبیر نیکلاس دو توث. او از سال ۱۹۴۴ تا زمان طلاق آنها در سال ۱۹۵۲ با ورونیکا لیک ازدواج کرد. آنها یک پسر داشتند، آندره آنتونی مایکل دی تاث سوم و یک دختر، دایانا دتوث. در سال ۱۹۵۳ با بازیگر زن مری لو هالووی (با نام خانوادگی استراتون) ازدواج کرد. در زمان مرگش در سال ۲۰۰۲، دی تاث با همسر هفتم خود، آن گرین ازدواج کرد.